# Centerville (Wisconsin)
Centerville è un comune degli Stati Uniti, situato in Wisconsin, nella Contea di Manitowoc.